# Campionati africani di atletica leggera 2016 - Lancio del giavellotto maschile
Il concorso del lancio del giavellotto maschile ai Campionati africani di atletica leggera di Durban 2016 si è svolto il 26 giugno 2016 al Kings Park Stadium.

## Programma
| Data           | Ora | Turno  |
| -------------- | --- | ------ |
| 26 giugno 2016 |     | Finale |

## Risultati

### Finale
| Class   | Atleta                | Nazione   | Risultati | Note |
| ------- | --------------------- | --------- | --------- | ---- |
| Oro     | Phil-Mar van Rensburg | Sudafrica | 76.04     |      |
| Argento | John Ampomah          | Ghana     | 75.22     |      |
| Bronzo  | Alex Kiprotich        | Kenya     | 74.08     |      |
| 4       | Tobie Holtzhausen     | Sudafrica | 73.45     |      |
| 5       | Maged Amer            | Egitto    | 71.62     |      |
| 6       | Chad Herman           | Sudafrica | 71.21     |      |
| 7       | Ahmed Elbramlsy       | Egitto    | 69.66     |      |
| 8       | Strydom van der Wath  | Namibia   | 68.40     |      |
| 9       | Nelson Yego           | Kenya     | 66.43     |      |
| 10      | Samuel Kure           | Nigeria   | 65.25     |      |
| 11      | Pako Tsapo            | Botswana  | 61.75     |      |
| 12      | Gary King             | Zimbabwe  | 56.79     |      |
| N.D.    | Atsu Nyamadi          | Ghana     | dns       |      |
| N.D.    | Othow Ojulu           | Etiopia   | dns       |      |